# Dépôt de Paris-Vaugirard
Pour les articles homonymes, voir Vaugirard.
Le dépôt de Paris-Vaugirard est un ancien dépôt de locomotives à vapeur, ouvert en 1840 par la Compagnie du chemin de fer de Paris à Versailles Rive gauche, fermé en 1926.

## Situation ferroviaire et géographique
Le dépôt était situé entre le boulevard de Vaugirard et les voies principales de la ligne Paris-Brest  à la sortie de la gare Montparnasse de 1852 (deuxième gare après la suppression de l'embarcadère du Maine de 1840), au sud du viaduc sur l’avenue du Maine. Son emplacement est celui de l’actuelle gare de Paris-Montparnasse au bord du boulevard de Vaugirard et des immeubles construits dans les années 1960 qui bordent ce boulevard.

## Histoire
La création d’un premier dépôt date de l’ouverture en 1840 de la ligne de Paris à Versailles Rive gauche desservie par l'embarcadère du Maine qui était situé sur le territoire de la commune de Vaugirard à l'arrière de l'intersection du chemin du Maine (actuellement avenue du Maine) avec le boulevard des Fourneaux (actuellement boulevard de Vaugirard). Le dépôt primitif était situé à proximité de cet embarcadère du côté du chemin du Maine le long d’une partie de la rue de la Gaîté renommée rue Vandamme en 1865, disparue lors de l’opération d’aménagement de la ZAC Jean Zay. Ce premier dépôt à l’emplacement de l’actuelle rue du Commandant-René-Mouchotte comprenait une rotonde à 12 voies dont deux voies d’accès.
Ce petit dépôt est complété lors de la création de la deuxième gare Montparnasse en 1852 par des installations plus importantes comprenant une rotonde semi-circulaire de l’autre côté des voies principales avec accès par une impasse donnant sur le boulevard des Fourneaux, actuel boulevard de Vaugirard. Le dépôt appartient à la compagnie des chemins de fer de l'Ouest à partir de 1851 puis, à partir du rachat de cette compagnie en 1909, à l’Administration des chemins de fer de l'État.
En 1920, 76 locomotives dont 41 en service régulier étaient rattachées au dépôt. Il devient une annexe du dépôt de Montrouge en 1926 puis est fermé.

Dépôt et ateliers de Vaugirard
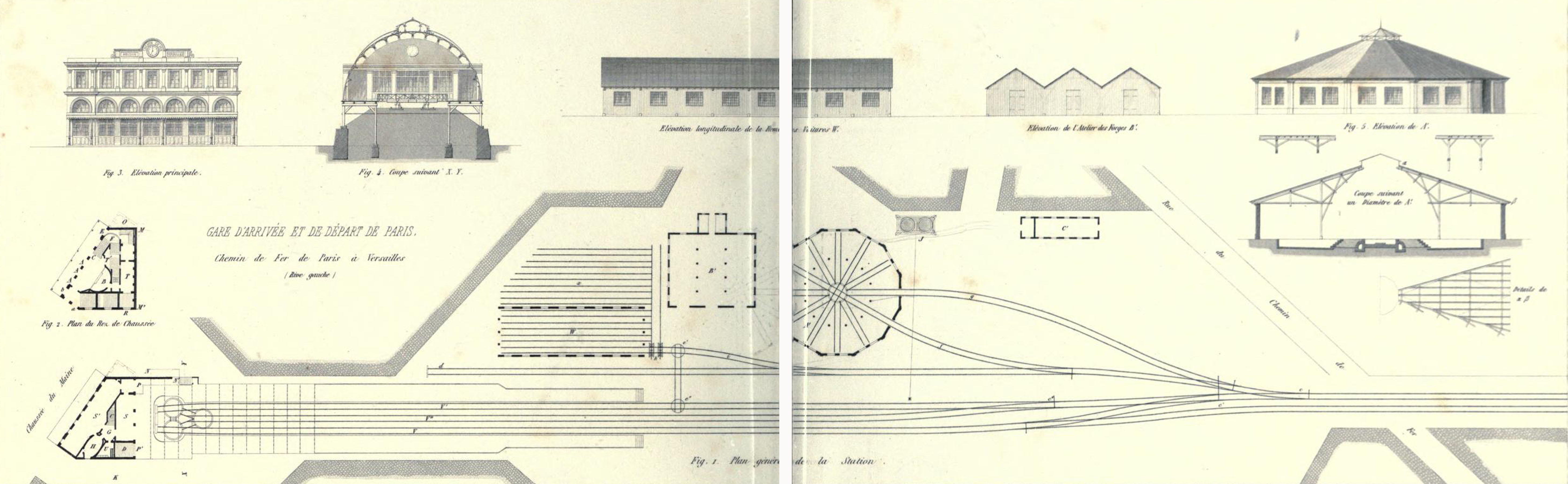
Embarcadère du Maine de 1840 et premier dépôt.
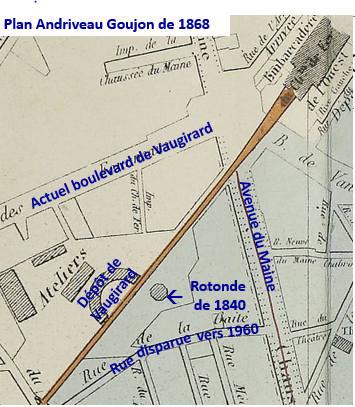
Dépôt de Vaugirard sur plan de 1868.
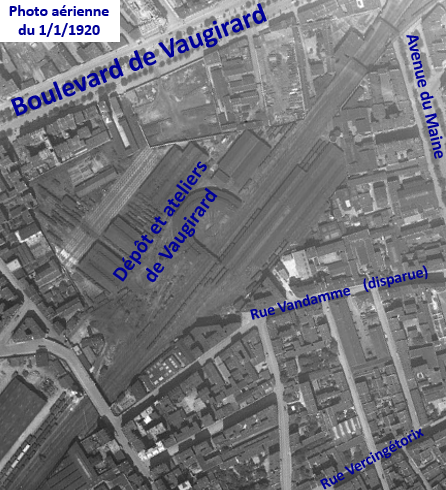
Dépôt de Vaugirard sur photo aérienne de 1920.

## Après le dépôt
La gare du Maine-Arrivée construite  à son emplacement en annexe de la gare Montparnasse ouvre en 1929.
Cette gare est détruite au début des années 1960 avec l’ancienne gare Montparnasse de 1852 et la gare de Maine-Départ pour la construction de la gare actuelle.